# Seljanec
Seljanec falu Horvátországban Varasd megyében. Közigazgatásilag Ivanechez tartozik.

## Fekvése
Varasdtól 15 km-re délnyugatra, községközpontjától 9 km-re kelet-délkeletre a Bednja-folyó jobb partján fekszik.

## Története
A települést I. Ferdinánd király 1564-ben kelt oklevelében említik "Zelna" alakban. Ebben a király megerősíti a gersei Pethő családot birtokaiban. 1650-ben III. Ferdinánd oklevelében melyben birtokokat adományozott Varasd vármegye akkori főprépostjának, Dénes fia Miklósnak a bélai uradalom részeként Szelna is szerepel. 
A falunak 1857-ben 55, 1910-ben 99 lakosa volt. 1920-ig Varasd vármegye Ivaneci járásához tartozott. 2001-ben 46 háztartása és 224 lakosa volt.

## Külső hivatkozások
- Ivanec város hivatalos oldala
- Az ivaneci turisztkai egyesület honlapja
- Lejla Dobronić: A templomos, a johannita és a szentsír lovagok rendházai, várai és templomai